# Coll de Castelló
El Coll de Castelló és una collada situada a 1.902,7 m alt del terme comunal de Prats de Molló i la Presta, de la comarca del Vallespir, a la Catalunya del Nord. És a prop al nord-oest de la vila de Prats de Molló, en el lloc anomenat Castelló. A prop hi ha el Dolmen de Castelló.